# Sapromyza incidens
Sapromyza incidens är en tvåvingeart som beskrevs av Charles Howard Curran 1934. Sapromyza incidens ingår i släktet Sapromyza och familjen lövflugor.
Artens utbredningsområde är Guyana. Inga underarter finns listade i Catalogue of Life.